# SC Eisenstadt
Maillots
Le SC Eisenstadt est un ancien club de football autrichien basé à Eisenstadt fondé en 1907 et disparu en 2008.

## Historique
- 1907 : fondation du club sous le nom de Kismartoner FC
- 1953 : fusion avec le SC Eisenstadt en ASVÖ Eisenstadt
- 1957 : le club est renommé SC Eisenstadt

## Palmarès
- Coupe Mitropa
  - Vainqueur : 1984